# Jeff Tyzik
Jeff Tyzik (eigenlijk: Jeff Tkazyik) (Hyde Park, 1952) is een Amerikaans componist, dirigent, arrangeur en trompettist.

## Levensloop
Tyzik begon op 9-jarige leeftijd het kornet te bespelen. Twee jaar later bespeelde hij de trompet. Hij studeerde aan de bekende Eastman School of Music in Rochester bij Ray Wright en Chuck Mangione en behaalde aldaar zowel zijn Bachelor of Music (1973) als zijn Master of Music (1977). Hij raakte bevriend met Chuck Mangione en beide speelden trompet in de band van Chuck Mangione. In deze periode werd hij ook bevriend met Carl Hilding "Doc" Severinsen en kwam door hem in contact met het Royal Philharmonic Orchestra in Londen met wie hij 2 cd's opnam. 
Tussen 1981 en 1990 verzorgde hij opnamen voor 7 cd's bij diverse platenlabels. In deze tijd had hij een eigen bigband en speelde ermee vooral in de regio van Rochester. Gedurende deze periode arrangeerde hij ook voor The Tonight Show Band van "Doc" Severinsen. In 1987 ontving hij een Grammy Award voor de productie van het album The Tonight Show Band with Doc Severinsen. Naast de bands van Chuck Mangione en "Doc" Severinsen arrangeerde hij ook voor Maynard Ferguson en voor het Woody Herman Orchestra.
Vanaf 1983 werkte hij met het Rochester Philharmonic Orchestra samen. In 1994 werd hij benoemd als dirigent van dit orkest voor concerten en opnamen met lichte of populaire muziek. Sinds 2012 is hij in dezelfde functie voor het Detroit Symphony Orchestra werkzaam.
Als componist en arrangeur heeft hij een aantal werken op zijn naam staan.

## Composities

### Werken voor orkest
- 1985 Siciliano, voor bugel (of dwarsfluit) en orkest
- 1996 Elegy, voor trompet, piano en strijkorkest
- 1997 Transitions, ouverture voor orkest
- 2000 Trilogy - Variations on Themes of Howard Hanson, voor orkest
  1. March (for Donald Hunsberger)
  2. Lament (for Warren Benson)
  3. Dance (for Samuel Adler)
- 2001 Pleasant Valley, suite voor spreker en orkest
- 2002 Concert, voor trombone en orkest
- 2007 Bravo! Colorado, suite voor orkest
  1. Majestic Mountains
  2. Alpine Garden
  3. Whitewater
- 2009 Concert, voor pauken en orkest 
  1. Moderato e Rubato, Allegro Energico
  2. Rubato, Adagio (Tempo di Blues)
  3. Allegro a la Afro Cubano

### Werken voor harmonieorkest
- 2000 Trilogy - Variations on Themes of Howard Hanson, voor harmonieorkest
- 2004 Concert, voor trombone en harmonieorkest
- 2007 New York Cityscape, voor koperkwintet en harmonieorkest 
  1. Ragtime Redux (28th & 5th)
  2. Tango 1932
  3. Traffic Jammin’ (Times Square Day & Night)
  4. African Dance (Wall Street & East River Ca. 1709)
  5. Tarantella (Mulberry Street)
- 2009 RIFFS, voor drumstel solo en harmonieorkest

### Werken voor jazzensembles
- 1983 Oliver
- 1993 Downtown Shuffle
- 1995 Lullaby for Basie
- 1995 Quietly Crazy For You

### Kamermuziek
- 1994 Sonate, voor trompet en piano
- 1996 Blues Suite, voor strijkkwintet